# Роки Мэлоун, Селена
Салена Роки Мэлоун (англ. Selena Rocky Malone; умерла в мае 2017 года) — австралийская ЛГБТКИ-активистка. Она является соучредителем группы поддержки лидеров IngiLez (ILSG) и руководителем молодежной службы Open Doors.

## Карьера
Роки начала свою карьеру в качестве офицера связи аборигенов и офицера связи ЛГБТИ в полиции Квинсленда.
Роки была также связана с общественными группами, включая PFLAG, Dykes on Bikes, LGBTI Health Alliance и другими.

## Смерть
Роки умерла 22 мая 2017 года после аварии на мотоцикле в Рокгемптоне.

## Награды
Она получила ряд наград за лучшую общественную работу на церемонии вручения премии Queen’s Ball Awards в Брисбене за ее работу с молодежной службой Open Doors, работающей с молодежью из группы ЛГБТИ, подвергающейся риску.